# Eye of the Widow
Eye of the Widow is een actiefilm uit 1989 geregisseerd door Andrew V. McLaglen. De hoofdrol wordt vertolkt door Richard Young als Malko Linge.
De film is gebaseerd op de novellen Romeinse wraak en De weduwe van de Ayatollah uit de S.A.S.-reeks van de Franse schrijver Gérard de Villiers. Doordat het verhaal is gebaseerd op twee boeken uit de reeks vertoont de film slechts beperkte overeenkomsten met de oorspronkelijke verhalen uit de boeken.

## Verhaal
Tijdens een door Malko Linge, een freelance CIA-agent, georganiseerd adellijk bal op zijn kasteel in Oostenrijk valt een groep terroristen zijn kasteel binnen waarbij meerdere gasten worden gedood. Malko zint op wraak en gaat op zoek naar de daders. Hij komt op het spoor van de Iraanse wapenhandelaar Nassiri. Het spoor leidt naar de Franse Franse Rivièra en het Spaanse Marbella. Hij krijgt hierbij hulp van Sharnilar Khasani, de weduwe van een Iraanse ayatollah. Haar aangezicht is zwaar verminkt door toedoen van Nassiri en zint eveneens op wraak. Met de ondersteuning van CIA-agenten Milton Brabeck en Chris Jones gaat Malko de strijd aan.

## Rolverdeling
| Acteur            | Personage         |
| ----------------- | ----------------- |
| Richard Young     | Malko Linge       |
| Susannah Hoffman  | Alexandra Vogel   |
| Paul L. Smith     | Elko Krisantem    |
| Terence Ford      | Milton Brabeck    |
| Rick Hill         | Chris Jones       |
| Annabel Schofield | Sharnilar Khasani |
| F. Murray Abraham | Kharoun           |
| Ben Cross         | Nassiri           |
| Mel Ferrer        | Frankenheimer     |
| Elvira Neustaedtl | Anna              |
| Erwin Strahl      | Frans             |
| Nabila Khashoggi  | Vanya             |
| Julien Maurel     | Ahmad             |
| François Guétary  | Asio              |

## Achtergrond
De film werd, in tegenstelling tot veel andere actiethrillers, grotendeels opgenomen in Europa. De film straalde daardoor een speciale sfeer uit.